# Хоумър Симпсън
Хоумър Джей Симпсън (на английски: Homer Jay Simpson) е измислен герой от анимационния сериал „Семейство Симпсън“ и се озвучава от Дан Кастеланета. Хоумър, заедно с цялото му семейство, се превръщат в популярни анимационни герои сред възрастни и деца. Популярната паразитна дума „D'oh!“ е включена в английската версия на Оксфордския речник. Името Хоумър е взето от бащата на създателя на шоуто Мат Грьонинг.

## Роля в „Семейство Симпсън“

### Биография
Въпреки че в сериала героите никога не растат, в течение на епизодите се разкриват някои техни истории от миналото. Хоумър е роден на 12 май 1956 г. Отгледан е във ферма от родителите си Мона и Ейбрахам Симпсън. В средата на 60-те, докато Хоумър е между девет и дванадесет години, Мона се укрива, защото бива преследвана от закона. Хоумър учи в средното училище в Спрингфийлд, където се влюбва в Мардж Бувие през 1974 г. Тя забременява с Барт през 1980 г. Двамата се женят в малка църква и прекарват остатъка от сватбения си ден сами на спирка за камиони, а вечерта –- в къщата на родителите на Мардж. След като не успява да си намери работа в атомната централа в Спрингфийлд, Хоумър напуска Мардж, за да си намери работа, с която може да издържа семейството. Работи за кратко време в ресторант за тако, докато Мардж не забременява с Лиса през 1982, малко преди да купят първата си къща. През 1985 и 1986 Хоумър пожънва успех като певец и текстописец в квартета Би Шарпс, спечелвайки и Грами. По време на участията му с групата, той често отсъства от вкъщи, което допринася за напрежението в брака му. След разпада на групата поради различия, той се връща в Спрингфийлд и продължава да живее както преди. За съжаление на Хоумър, точно когато започва нова работа, Мардж очаква третото си дете, Маги, което го принудило да се върне като работник в атомната цeнтрала.
Според коментарите на продуцентите и писателите на шоуто в DVD изданието, първоначалната възраст на Хоумър е трябвало да бъде 34, но след време открили, че изглеждал малко по-стар, затова променили възрастта му на 38; това противоречи на твърдението в Книгата на Хоумър, където се пише, че е на 36. Друго противоречие се появява в епизода „Почивка във Флорида“. Там Хоумър казва "О, не, ще умра на 42! Значи ми остават само три години живот." Следователно Хоумър би трябвало да бъде на 39.

## „Семейство Симпсън“ в България
В българския дублаж се озвучава от Иван Райков в дублажа на БНТ, Цветан Ватев в дублажите на Александра Аудио и студио Доли (до двайсет и шести сезон), Тодор Георгиев (от двайсет и седми сезон), а в „Семейство Симпсън: Филмът“ се озвучава от Сава Пиперов.